# ISA-95
ANSI/ISA-95 ist eine Norm für die Integration von Unternehmens- und Betriebsleitebene, die von der ISA herausgegeben wurde, und wird auch als S95 oder SP95 bezeichnet. ISA-95 basiert auf ISA-88, erweitert diese von der Prozessleittechnik für den Batchbetrieb auf die Betriebsleittechnik, die auch für diskrete und kontinuierliche Fertigung anwendbar ist.
Die folgenden Teile der Normenreihe wurden freigegeben:
- Teil 1 Models and Terminology[1]
- Teil 2 Object Model Attributes[2]
- Teil 3 Models of Manufacturing Operations Management[3]
- Teil 4 Object models and attributes of manufacturing operations management[4]
- Teil 5 Business-to-Manufacturing Transactions[5]